# Gustavo Zapata
Gustavo Zapata (sinh ngày 15 tháng 10 năm 1967) là một cầu thủ bóng đá người Argentina.

## Đội tuyển bóng đá quốc gia Argentina
Gustavo Zapata thi đấu cho đội tuyển bóng đá quốc gia Argentina từ năm 1991 đến 1998.

## Thống kê sự nghiệp
| Đội tuyển bóng đá Argentina | Đội tuyển bóng đá Argentina | Đội tuyển bóng đá Argentina |
| Năm                         | Trận                        | Bàn                         |
| --------------------------- | --------------------------- | --------------------------- |
| 1991                        | 4                           | 0                           |
| 1992                        | 0                           | 0                           |
| 1993                        | 14                          | 0                           |
| 1994                        | 0                           | 0                           |
| 1995                        | 0                           | 0                           |
| 1996                        | 0                           | 0                           |
| 1997                        | 7                           | 0                           |
| 1998                        | 2                           | 0                           |
| Tổng cộng                   | 27                          | 0                           |